# کوکی واکاسوگی
کوکی واکاسوگی (انگلیسی: Koki Wakasugi؛ زادهٔ ۸ نوامبر ۱۹۹۵) بازیکن فوتبال اهل ژاپن است.